# Valeriana sisymbriifolia
Valeriana sisymbriifolia är en kaprifolväxtart som beskrevs av Vahl. Valeriana sisymbriifolia ingår i släktet vänderötter, och familjen kaprifolväxter. Inga underarter finns listade i Catalogue of Life.